# Packingham v. North Carolina
Packingham v. North Carolina ist ein Gerichtsfall vor dem Obersten Gerichtshof der Vereinigten Staaten, der im Jahre 2017 entschieden wurde. In diesem Fall wurde zum ersten Mal die Frage erörtert, ob soziale Medien wie Facebook als öffentliche Räume anzusehen sind, und ob der Zugang dazu gesetzlich verboten werden kann. Gemäß Richter Anthony Kennedy handelt es sich um einen der ersten Fälle, in welchem der Supreme Court das Verhältnis zwischen der Rede- und Pressefreiheit und dem Internet erörtern musste.

## Vorgeschichte
Im Jahr 2002 hatte der damals 21 Jahre alte Collegestudent Lester Gerard Packingham sexuellen Kontakt mit einem damals 13 Jahre alten Mädchen und wurde dafür zu 12 Monaten Haft verurteilt. Dazu erhielt er eine darauf folgende, 24 Monate dauernde Bewährungsfrist. Ein im Jahre 2008 verabschiedetes Gesetz verbietet den verurteilten Sexualstraftätern North Carolinas, soziale Netzwerke wie Facebook und Snapchat zu benutzen; die Absicht dahinter soll darin bestehen, die Öffentlichkeit vor Kontaktversuchen durch Wiederholungstäter zu schützen.
Im Jahr 2010 wurde Packingham verhaftet, nachdem er auf Facebook ein Posting über eine eingestellte Verkehrsbuße veröffentlichte:

“Man God is Good! How about I got so much favor they dismissed the ticket before court even started? No fine, no court cost, no nothing spent. . . . . .Praise be to GOD, WOW! Thanks JESUS!”

„Mensch, Gott ist gut! Wie ist das denn, dass ich soviel Gefallen [von Gott] erhalten habe dass sie die Buße eingestellt haben, bevor das Gericht [mit dem Verfahren] begann? Keine Buße, keine Gerichtskosten, nichts ausgegeben. . . . . . Ehre sei GOTT, WOW! Danke JESUS!“

Das Gesetz § 14-202.5 von North Carolina verbietet es registrierten Sexualstraftätern nämlich, kommerzielle soziale Netzwerke zu benutzen, falls es dem Sexualstraftäter bewusst ist, dass Minderjährige auf diesen Netzwerken Benutzerprofile erstellen können. Zuwiderhandlungen dagegen sind in North Carolina geringfügige Straftaten (sogenannte class I felonies, das I ist der Buchstabe nach H, nicht die römische Zahl für Eins), diese werden mit maximal 24 Monaten Haft bestraft.
Während die erste Instanz befand, dass § 14-202.5 die in der US-Verfassung verbriefte Presse- und Meinungsäußerungsfreiheit nicht verletze, da das öffentliche Interesse überwiege, urteilte das Berufungsgericht von North Carolina anders. Der Supreme Court von North Carolina verwarf dieses Urteil wiederum, mit der Begründung, dass der Schutz und die Sicherheit von Minderjährigen von höherrangigem Interesse sei.
In der unten erwähnten Arbeit von Hitz (2014) werden ähnliche Gesetze der Bundesstaaten Indiana, Nebraska und Louisiana diskutiert. Während etwa jenes von Indiana den Gebrauch von E-Mail und Internetforen explizit erlaubt, verbot jenes von Louisiana sogar den Zugang zu Nachrichten-Webseiten, den Gebrauch von E-Mail-Diensten sowie jenen von Peer-to-Peer-Netzwerken.

## Vor dem Obersten Gerichtshof
Der Oberste Gerichtshof der Vereinigten Staaten nahm den Fall an; der Fall wurde am 27. Februar 2017 verhandelt. Verschiedene amici curiae hatten im Vorfeld Argumente vorgelegt, so etwa das libertäre Cato Institute und die American Civil Liberties Union.
Der Anwalt Packinghams argumentierte, das Gesetz verbiete einem Vorbestraften weite Bereiche der Rede- und Meinungsäußerungsfreiheit, und würde ihm im Grunde genommen sogar die Benutzung des Internets verbieten. Ebenso sei es Packingham nicht möglich gewesen, auf Twitter die Meinungen über seinen eigenen Fall zu lesen.
Der Oberste Gerichtshof urteilte schließlich mit 8 : 0 Stimmen – Neil Gorsuch wirkte an diesem Verfahren nicht mit – im Sinne von Lester Packingham und bezeichnete § 14-202.5 als verfassungswidrig. Richter Anthony Kennedy schrieb in seiner Urteilsbegründung, die von Ruth Ginsburg, Stephen Breyer, Sonia Sotomayor und Elena Kagan unterstützt wurde:

“A fundamental principle of the First Amendment is that all persons have access to places where they can speak and listen, and then, after reflection, speak and listen once more. […] By prohibiting sex offenders from using those websites, North Carolina with one broad stroke bars access to what for many are the principal sources for knowing current events, checking ads for employment, speaking and listening in the modern public square […]”

„Ein fundamentales Prinzip des 1. Zusatzartikel zur Verfassung der Vereinigten Staaten“

Richter Samuel Alito schrieb in seinem abweichenden Urteil – unterstützt von Clarence Thomas und dem Vorsitzenden John G. Roberts – dass Benützungsverbote für Sexualstraftäter zulässig seien, wenn sie lediglich Portale betreffen, die sich an Teenager wenden.

## Bedeutung des Urteils
Während die unmittelbaren Folgen des Urteils – der Freispruch Lester Packinghams – unbestritten ist, ist noch nicht klar, welche langfristigen Auswirkungen es haben wird. In erster Linie befasste sich das Urteil nicht mit der Frage, ob Betreiber bzw. Besitzer von Online-Angeboten bestimmte Nutzer ausschließen können, sondern lediglich damit, ob staatliche Behörden dies tun dürfen.
Traditionellerweise werden die privaten Betreiber einer Webseite – zum Beispiel Facebook oder Twitter – einem Verleger einer Zeitung gleichgesetzt. Sie bestimmen, was in ihrem Medium wiedergegeben wird, und wer dazu berechtigt ist, in diesem Medium seine Meinung wiederzugeben. Die Regierung darf sodann diese Freiheit des Verlegers bzw. des Webseiten-Betreibers nicht einschränken. Die Mehrheitsmeinung des Richters Kennedy erkannte aber, dass soziale Medien nicht nur ein privat betriebenes Angebot sind, sondern auch einen öffentlichen Platz des gesellschaftlichen Austausches darstellen, und dass der Zugang dazu ein schützenswertes Gut ist.
David Post, Professor für geistiges Eigentum und Onlinerecht, warf die Frage auf, ob Teile des Digital Millennium Copyright Acts im Lichte dieses Urteils aufgehoben werden müssen. So zum Beispiel sind ISPs zurzeit noch dazu verpflichtet, Personen den Internetzugang zu verwehren, nachdem sie mehrere Verstöße gegen das Urheberrecht begangen haben.
Packingham v. North Carolina wurde im späteren Fall Sandvig v. Sessions als Argument bemüht. In jenem Fall wollte ein Forscher, Christian Sandvig, in Zusammenarbeit mit The Intercept und der ACLU vor einem Bundesgericht klären, ob es zu Forschungszwecken erlaubt sei, gegen die Benutzungsbestimmungen von Vermietungs- und Stellenvermittlungs-Portalen zu verstoßen, um mittels eigens angelegten Benutzerprofilen Informationen über möglicherweise diskriminierende Algorithmen zu beschaffen. Ebenso sollte geklärt werden, ob der Computer Fraud and Abuse Act (CFAA) in Teilen verfassungswidrig ist, denn der CFAA erklärt die unerlaubte Benutzung eines Computersystems zur Straftat. Das Gericht erkannte, dass Online-Angebote, bei welchen grundsätzlich jedermann ein Konto eröffnen kann, öffentliche Foren darstellen, und dass der Zugang dazu auch unter Verletzung der jeweiligen Benutzungsbestimmungen legal sei.
In Bezug auf den US-Präsidenten Donald Trump wurde die Frage aufgeworfen, ob er nach Maßgabe von Packingham v. North Carolina dazu berechtigt sei, kritische Twitter- und Facebook-Benützer vom Lesen und Kommentieren seiner Mitteilungen auszuschließen – insofern er die Äußerungen nicht als Privatperson veröffentlicht. Im Mai 2018 hat ein Bundesgericht, welches für den südlichen Teil des Staates New York zuständig ist, entschieden, dass dies der Fall sei und dass Donald Trump in seiner Funktion als Präsident keine Twitter-Benutzer sperren darf.